# Тимирязевский (Челябинская область)
Тимиря́зевский — посёлок в Чебаркульском районе Челябинской области. Административный центр Тимирязевского сельского поселения.

## География
Находится на автодороге М5 «Урал». Ближайшая железнодорожная станция — Бишкиль — находится в 7 км севернее посёлка. Через посёлок протекает река Лобановка. Восточнее села находится исток реки Биргильда.

## История поселения
Ещё в 1930 году на месте поселка стояла саманная заимка, где жили только в летнее время. Постепенно начали строить поселок: появились дома барачного типа, мастерская, столовая. В 1934 году здесь была образована Челябинская сельскохозяйственная опытная станция. В поселке начали строить лабораторный корпус, школу, детский сад, электростанцию и другие объекты.
Во время войны на территории опытной станции размещался эвакуированный завод, который выпускал военную продукцию.
В 1949 году начали строить многоэтажные дома, клуб, пруд. В 1967 году село стало центром сельсовета.
В 1974 году на базе опытной станции был создан институт земледелия.
В 1976 г. Указом Президиума ВС РСФСР посёлок Опытный переименован в Тимирязевский.
С 1984 по 1991 г. являлся посёлком городского типа.

## Население
| 1989 | 2002  | 2010  | 2021  |
| ---- | ----- | ----- | ----- |
| 3503 | ↘3176 | ↗3559 | ↘3440 |

По данным Всероссийской переписи, в 2010 году численность населения посёлка составляла 3559 человек (1667 мужчин и 1892 женщины).
Проживают русские, башкиры.

## Инфраструктура
Общеобразовательная школа,
Детская школа искусств,
Тимирязевский филиал Чебаркульского центра творчества детей,
Дом культуры,
Спортивный, Военно-Патриотический Клуб имени Григория Катана «Стронг»,
Военно-Патриотический Молодёжный Центр «Ратибор»,
Детский сад № 19,
Детский сад «Тополек»,
Участковая больница,
2 аптеки.

## Религия
Православные храмы
- Строится Церковь Николая Чудотворца

## Улицы
Уличная сеть посёлка состоит из 37 улиц.